# Te Rauangaanga
Te Rauangaanga (Te Rau-angaanga, Te Rau-anga-anga) bio je maorski poglavica s Novog Zelanda koji je živio u 18. stoljeću.

## Biografija
Te Rauangaanga je bio poznat po svojoj ratničkoj naravi. Pripadao je veoma plemenitoj obitelji.
Njegov je otac bio poglavica Tuata, sin Tawhia-ki-te-rangija, čiji je pak otac bio Te Putu, koji je živio na planini Taupiri. Te Rauangaanga je oženio plemkinju Parengaope. Njihov je sin bio kralj Pōtatau Te Wherowhero.
Te Rauangaanga je bio djed kralja Tāwhiaa.
Uspješno je branio svoju zemlju tijekom 1790-ih godina.